# Bitka pri Connecticut Farms
Bitka pri Connecticut Farms, ki se je odvijala 7. junija 1780, je bila ena zadnjih večjih bitk med britanskimi in ameriškimi silami v severnih kolonijah med ameriško revolucionarno vojno. Hessovski general Wilhelm von Knyphausen, ki je poveljeval britanskemu garnizonu v New Yorku, je poskušal doseči glavni tabor kontinentalne vojske v Morristownu, New Jersey. Knyphausenovo napredovanje so na Connecticut Farms (današnje Union Township, Union County, New Jersey) močno sprejele čete newjerseyjske milice. Po ostrem odporu se je bila milica prisiljena umakniti, vendar sta bitka in spopadi, ki so ji sledili, dovolj odložili Knyphausenovo napredovanje, da je tam ostal čez noč. Ko je spoznal, da bo nadaljnje napredovanje na Morristown verjetno naletelo na še večji odpor, se je Knyphausen umaknil nazaj proti New Yorku.